# Andreas von Gundelfingen
Andreas von Gundelfingen (mort le 14 décembre 1313 à Wurtzbourg) est prince-évêque de Wurtzbourg de 1303 à sa mort.

## Biographie
Andreas von Gundelfingen vient d'une famille noble originaire de Gundelfingen an der Donau. Un neveu du côté de son père, Degenhard de Hellenstein, est évêque d'Augsbourg.
Sa carrière de pasteur le conduit comme prévôt à Öhringen en 1292 puis à Ansbach en 1296. Il devient archidiacre l'année suivante puis est élu évêque en 1303, choix confirmé par Albert Ier du Saint-Empire et l'archevêque de Mayence Gérard II d'Eppstein (de).
Le roi Albert lui assure qu'il ne fera pas la paix avec la Bohême, s'il n'y a pas de dédommagement de la guerre, et fait un arbitrage entre l'évêque et les citoyens de la ville de Wurtzbourg. Il lui promet aussi la ville et le château de Schweinfurt, même s'il a déjà adressé cette promesse au margrave Hermann von Brandenburg. Un peu plus tard, il lui confie la ville de Heidingsfeld (de). Il accompagne le roi lors de la campagne en Bohême en août 1304. À la fin de la campagne, il revient en Bavière. Il assiste aux funérailles d'Albert Ier du Saint-Empire en 1309.
Afin de soutenir le financement de la campagne de Bohème, Andreas von Gundelfingen promit en 1305 le château de Neuenburg à Walther von Seckendorff, ce qui créé un conflit en 1312. En 1304, il s'engage auprès de Frédéric IV de Nuremberg. En 1307, il récompense le comte Ludwig von Rieneck (de) avec le château de Brandenstein et Schlüchtern, propriétés de la famille Brandenstein qu'il reçut après sa disparition.
Le comté d'Henneberg revendique aussi ces propriétés. Le roi Albert intervient. En 1309, ils sont remis à Berthold VII d'Henneberg-Schleusingen. Une querelle entre l'évêque et Anna de Brandebourg est réglée en 1309, de sorte que les enfants qu'elle eut avec Hermann d'Henneberg (de) retrouvent leurs biens. En 1310, l'évêque achète Fuchsstadt à la veuve de Hermann II d'Henneberg et échange le château de Thüngen contre Geldersheim.
Pour assurer la paix, il conclut une alliance avec Heinrich V von Weilnau (de), abbé de Fulda, qui rejoignit en 1308 Rodolphe Ier du Palatinat et Louis IV de Bavière. L'évêque signe une alliance similaire avec l'évêque de Bamberg Wulfing von Stubenberg.
Au cours de son exercice, plusieurs paroisses sont fondées : Laudenbach et Hettingbeuren en 1306, Kembach et Giebelstadt en 1311 et Dingolshausen en 1312. Il tient aussi un synode du diocèse.
Sa tombe n'est plus recensée en 1775.

## Source, notes et références
- (de) Cet article est partiellement ou en totalité issu de l’article de Wikipédia en allemand intitulé « Andreas von Gundelfingen » (voir la liste des auteurs).